# Ljeto kada sam naučila letjeti (2022.)
Ljeto kada sam naučila letjeti (srp. Leto kada sam naučila da letim) srbijanski je film za mlade iz 2022. godine. Redatelj filma je Radivoje Andrić prema scenariju Ljubice Luković. Nastao je prema istoimenom romanu Jasminke Petrović
Snimao se u početku na lokacijama u Beogradu, a potom u Hrvatskoj tijekom rujna i listopada 2020. godine, na lokacijama u Starom Gradu, Jelsi i drugim mjestima na otoku Hvaru.
Premijera je prvotno najavljena za jesen 2021., no film se službeno počeo prikazivati u veljači 2022. Premijera je bila 16. veljače u beogradskoj Kombank dvorani. Distributer filma je Art Vista.
Film je prikazan na 69. Pulskom filmskom festivalu u međunarodnom programu. Dobio je Zlatnu arenu za hrvatski doprinos u manjinskoj koprodukciji. Dobio je nagradu za najbolji dugometražni film na KinoKino – Međunarodnom filmskom festivalu za djecu u Zagrebu 2022.

## Radnja
Dvanaestogodišnja Sofija (Klara Hrvanović) sanja o kampiranju sa svojim prijateljima. No, ljeto je prisiljena provesti u trošnoj obiteljskoj kući na Hvaru, s prilično zaposlenom bakom Marijom (Olga Odanović) i otkačenom bakom- tetom Luce (Snježana Sinovčić).
Bez društva i interneta, Sofijin život na Hvaru daleko je od onoga što je planirala, no monotoniju ubrzo prekida neobično ponašanje bake Marije. Sofija nagađa da se radi o nekakvoj tajni, a veliko istraživanje bakinog života zapravo rezultira otkrivanjem dugo čuvane obiteljske tajne.
Uz nova prijateljstva i dogodovštine, Sofija dobiva odmor iz snova, ali i puno više od očekivanog.

## Uloge
- Klara Hrvanović kao Sofija
- Olga Odanović kao Marija
- Žarko Laušević kao Nikola
- Snježana Sinovčić kao Luce
- Luka Bajto kao Luka
- Ema Kereta Rogić kao Ana
- Benjamin Lacko kao Timotej
- Vanda Boban Jurišić kao Dobrenka
- Marijana Mičić kao Zdenka
- Frano Lasić kao Martin
- Nađa Mazalica kao Julijana
- Stephan A. Shtereff kao prodavač sladoleda
- Nikola Todorović kao carinik / divovski pauk
- Domina Ančić kao Gabi
- Domagoj Ostoja kao Ivo
- Momčilo Bajagić Bajaga kao riba
- Andrija Samardžić kao dječak u autobusu
- Nikola Ognjanović kao kondukter
- Lukina ekipa:
  - Tonka Beriša
  - Cvita Tadić
  - Petar Toni Erceg
  - Ana Buratović
  - Marko Tadić
  - Lorenzo Petar Damjanić
- Turisti
  - Dora Fodor
  - Vjeko Tadić
- Željko Dulčić kao šjor Vinko
- Lucine susjede:
  - Marija Kovačević
  - Katica Borak
  - Nela Kolenić
  - Ljubica Dijanošić
- Bolničari:
  - Marin Primorac
  - Alen Gunjača
- Jure Bunčuga kao Tonči
- Sergej Trifunović kao ujak
- Antica Ivanišević kao mlada Marija
- Laura Gamulin kao mlada Luce
- Franko Kukoč kao mladi Nikola
- Faroski Kantaduri kao klapa
- Aleksandra Janković kao razni dalmatinski glasovi
- Julijanino društvo:
  - Mila Urošević
  - Maša Jovanović
  - Jana Jovanović
  - Mihailo Stojiljković
  - Matija Plemić
- mačka Anđa

## Vanjske poveznice
- Službena stranica Sense Production studija (engl.)
- Službena stranica Kinorama studija (hrv.)
- Službena stranica Silverart studija (engl.)
- Službena stranica Doli Media Studija (engl.)
- Službena stranica Art Vista distributera (srp.)